# Mitiéridougou
Mitiéridougou est un village du département et la commune rurale de Niangoloko, situé dans la province de la Comoé et la région des Cascades au Burkina Faso.